# 洛克波特鎮區 (伊利諾伊州威爾縣)
洛克波特鎮區（英語：Lockport Township）是位於美國伊利諾伊州威爾縣的一個行政鎮區。

## 地方資料
根據2010年美國人口普查的數據，洛克波特鎮區的面積為94.70平方千米，當中陸地面積為93.10平方千米，而水域面積為1.60平方千米。當地共有人口60025人，而人口密度為每平方千米633.84人。